# 寺本駅
寺本駅（てらもとえき）は、愛知県知多市八幡字西水代にある名鉄常滑線の駅である。駅番号はTA11。橋上駅舎の真上を北緯35度線が通過する（世界測地系による）。

## 歴史
- 1912年（明治45年）2月18日 - 愛知電気鉄道により傳馬町駅（後に廃止） - 大野駅（現、大野町駅）開通と同時に開業。
- 1935年（昭和10年）8月1日 - 名岐鉄道への合併により名古屋鉄道が発足したため、同社の駅となる。
- 1967年（昭和42年）度 - 貨物営業廃止[2]。
- 1982年（昭和57年）3月30日 - 橋上新駅舎完成[3]。
- 1983年（昭和58年）度 - ホーム有効長を6両に延長[4]。
- 2004年（平成16年）12月22日 - 無人化[5]。
- 2009年（平成21年）2月1日-バリアフリー工事により、改札機の更新、三菱製のエレベーターの設置等が行われた。
- 2011年（平成23年）2月11日 - ICカード乗車券「manaca」供用開始。
- 2012年（平成24年）2月29日 - トランパス供用終了。

## 駅構造
地平に相対式ホーム2面2線を持つ橋上駅。無人駅で、駅集中管理システム（管理駅は太田川駅）が導入されている。出入口は、高架道路の歩道部分に面している。ホームは6両分。
エレベーターは改札外・改札内兼用で、公道地上部・橋上駅舎間および駅構内・ホーム間を連絡する
。

### のりば
| 番線 | 路線      | 方向 | 行先                         |
| ---- | --------- | ---- | ---------------------------- |
| 1    | TA 常滑線 | 下り | 中部国際空港方面             |
| 2    | TA 常滑線 | 上り | 太田川・金山・名鉄名古屋方面 |

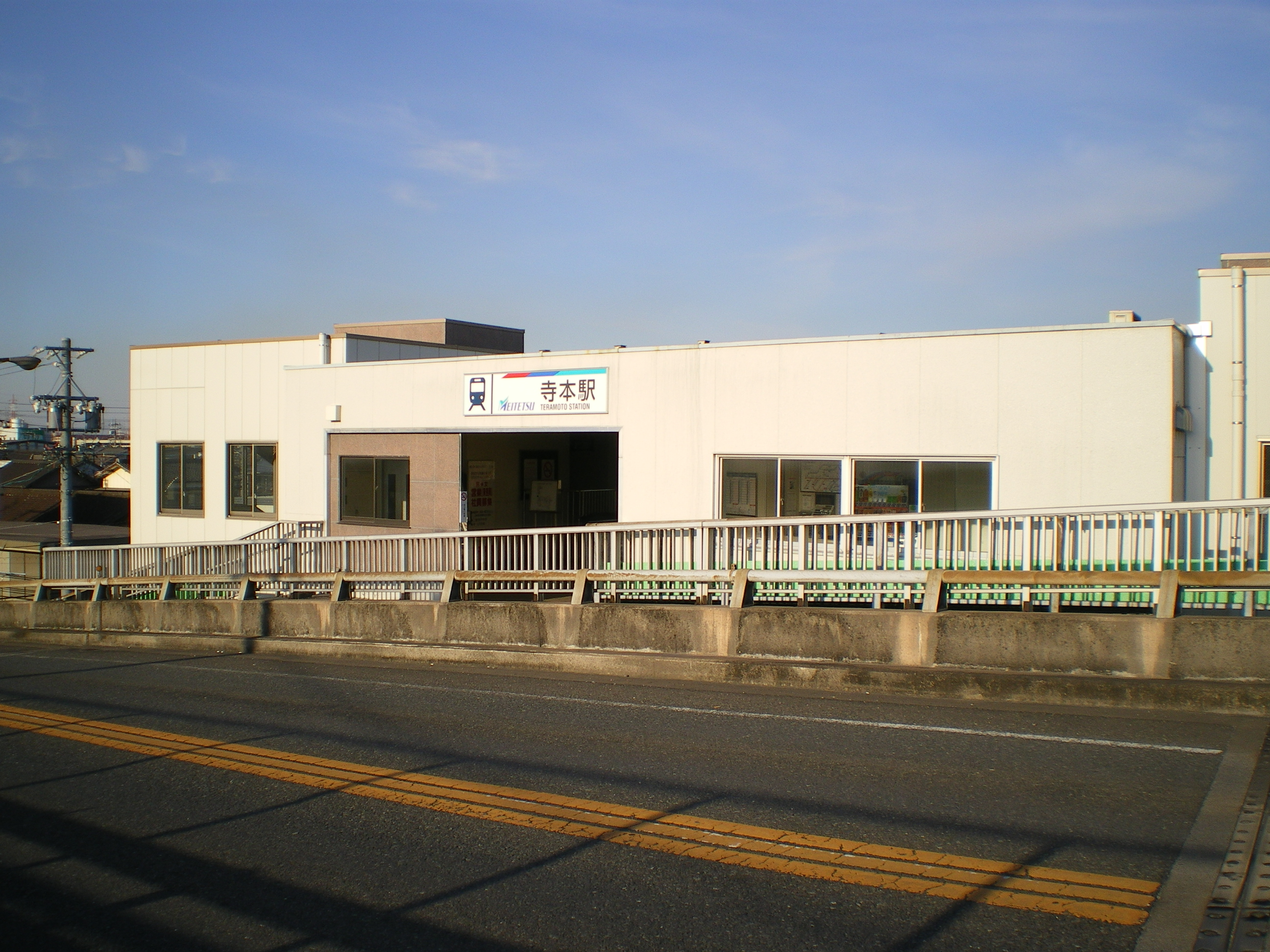
跨線橋の歩道と接続する駅舎
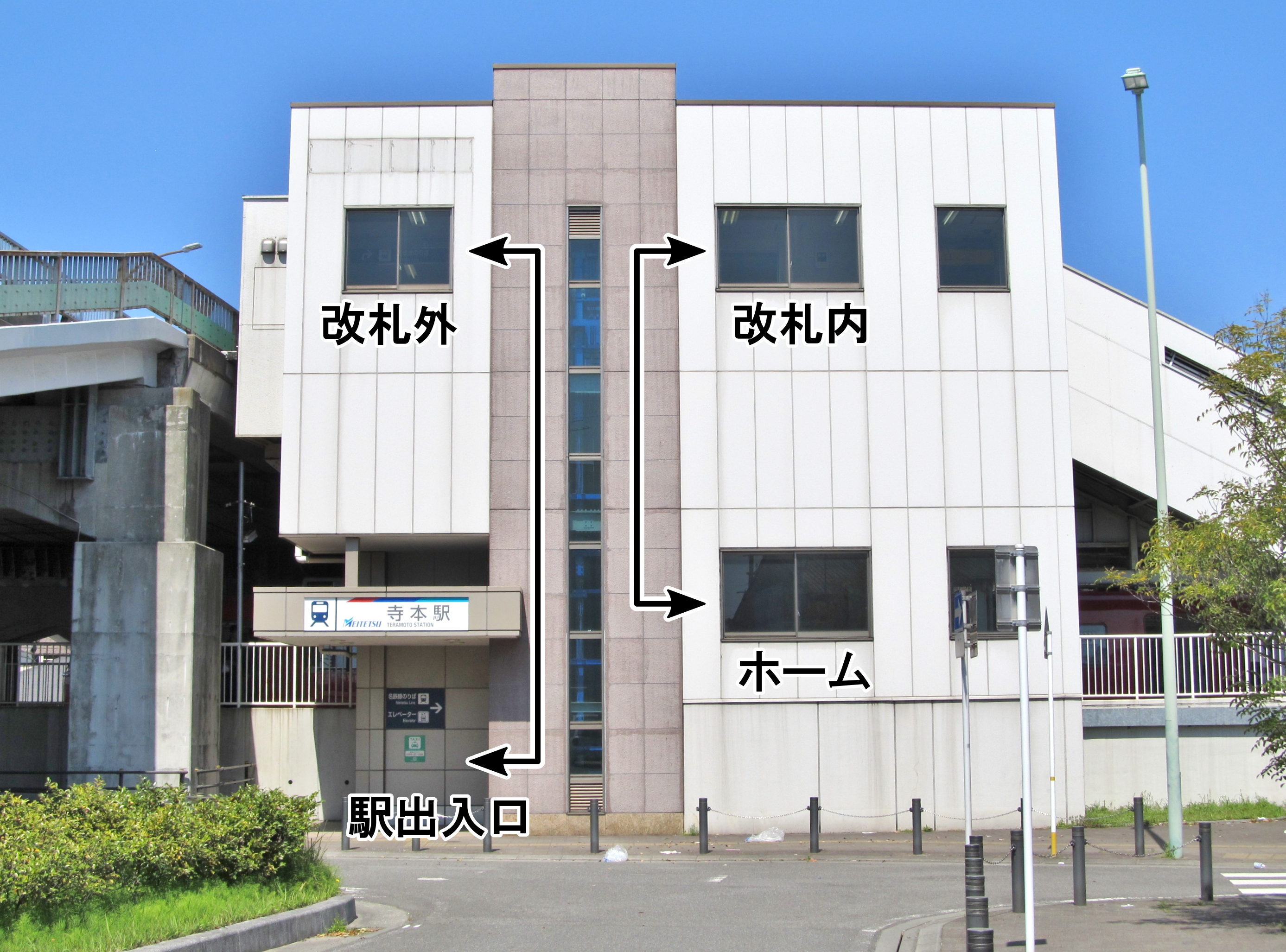
エレベーターの構造
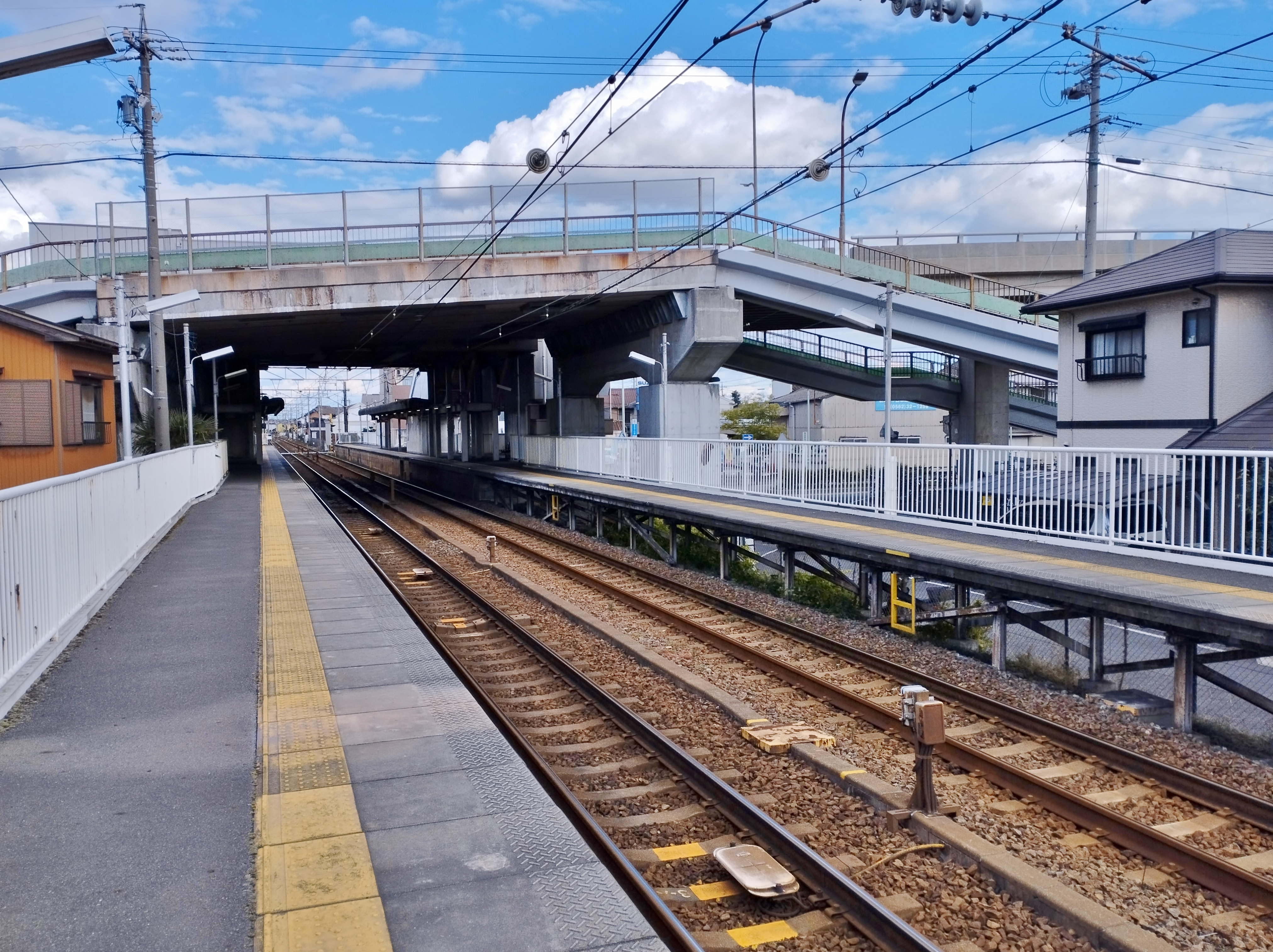
ホーム
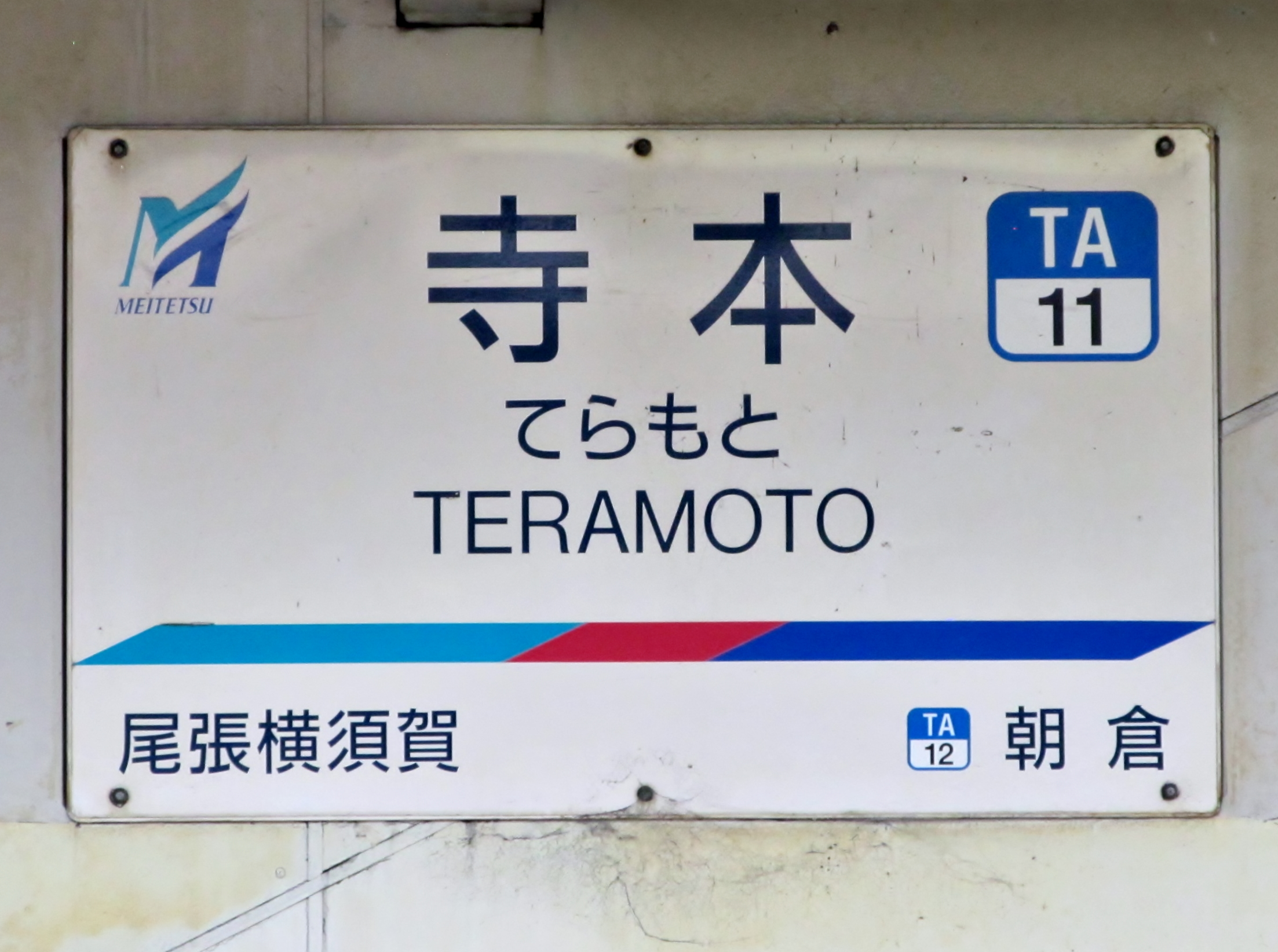
駅名標

### 配線図
| ← 太田川・ 名古屋方面 | 寺本駅 構内配線略図 | → 常滑・ 中部国際空港方面 |
| 凡例 出典:            |                     |                           |

## 利用状況
- 『名鉄120年：近20年のあゆみ』によると2013年度当時の1日平均乗降人員は3,386人であり、この値は名鉄全駅（275駅）中124位、常滑線・空港線・築港線（26駅）中16位であった[10]。
- 『名古屋鉄道百年史』によると1992年度当時の1日平均乗降人員は3,709人であり、この値は岐阜市内線均一運賃区間内各駅（岐阜市内線・田神線・美濃町線徹明町駅 - 琴塚駅間）を除く名鉄全駅（342駅）中119位、常滑線・築港線（24駅）中16位であった[11]。

「知多の統計」、「移動等円滑化取組報告書」によると、近年の1日平均乗降人員は下表のとおりである。 
| 年度               | 1日平均 乗降人員 |
| ------------------ | ---------------- |
| 2008年（平成20年） | 3,609            |
| 2009年（平成21年） | 3,361            |
| 2010年（平成22年） | 3,318            |
| 2011年（平成23年） | 3,287            |
| 2012年（平成24年） | 3,242            |
| 2013年（平成25年） | 3,386            |
| 2014年（平成26年） | 3,391            |
| 2015年（平成27年） | 3,550            |
| 2016年（平成28年） | 3,598            |
| 2017年（平成29年） | 3,721            |
| 2018年（平成30年） | 3,835            |
| 2019年（令和元年） | 3,939            |
| 2020年（令和02年） | 3,474            |

## 駅周辺

### 主な施設
- 知多運動公園 - 駅の西方向、徒歩10分程度。
- 知多八幡郵便局 - 徒歩5分。
- 愛知県立知多翔洋高等学校 - 徒歩25分程度、自転車7分程度。バスも利用可能。
- 知多市青少年会館 - 北へ徒歩3分程度。

### バス路線
あいあいバス 「寺本駅東」停
- 北部循環コース右回り：知多翔洋高校前、西知多総合病院、巽ヶ丘駅西 方面行き
- 北部循環コース左回り：イトーヨーカドー前、巽ヶ丘駅西、八幡台中央 方面行き
- 北部循環コース：朝倉駅前行き

## 隣の駅
名古屋鉄道
TA 常滑線
□ミュースカイ・■特急・□快速急行
通過
■急行・■準急・■普通
尾張横須賀駅 (TA10) - 寺本駅 (TA11) - 朝倉駅 (TA12)